# Персульфид водорода
Персульфи́д водоро́да (персульфа́н, персероводоро́д, дисероводоро́д) — неорганическое бинарное химическое соединение водорода и серы. Химическая формула {\displaystyle {\mathsf {H_{2}S_{2}}}.}

## Физические свойства
Легкокипящая тяжёлая жидкость жёлтого цвета с неприятным запахом. Хорошо растворяет серу, не вступая с ней в реакцию.

## Структура
Структура персероводорода аналогична перекиси водорода: два центральных атома серы и два внешних атома водорода. Связь в соединении H—S—S имеет почти стандартный двугранный угол в 90°.
Косой угол в молекуле H2S2 составляет 90,6°, по сравнению с 113,7° у H2O2. Длина связи между двумя атомами O—O, O—H, S—S и S—H равна 1,490, 0,970, 2,055 и 1,352 ангстрем соответственно.

## Синтез и реакции
Персульфид водорода может быть получен путём растворения полисульфидов щелочных или щёлочноземельных металлов в воде. При смешивании с концентрированной соляной кислотой при температуре от −15 °C жёлтое масло, состоящее из смеси полисульфанов (H2Sx, где x > 1) будет оседать ниже водного слоя. Фракционированная конденсация этого масла позволит выделить персульфид водорода отдельно от других полисульфидов (в основном от трисульфида).
Персульфид водорода легко разлагается при температуре окружающей среды до сероводорода и серы:
{\displaystyle {\mathsf {H_{2}S_{2}\longrightarrow H_{2}S+S}}}
В органической химии персульфид водорода добавляют в алкены, чтобы получить органические дисульфиды и тиолы.

## Квантовое туннелирование и его подавление в дисульфиде дейтерия
Дейтерированная форма дисульфида водорода DSSD имеет геометрию, подобную своему легководородному аналогу HSSH, но время туннелирования между левой и правой хиральными формами (энантиомерами) у неё больше, что делает дисульфид дейтерия удобным объектом для наблюдения квантового эффекта Зенона (подавления эволюции квантовой системы благодаря частому наблюдению). Трост и Хорнбергер показали, что изолированная молекула D2S2 должна спонтанно осциллировать между двумя хиральными формами с периодом 5,6 миллисекунды (частота 176 Гц), в то время как присутствие небольшого количества инертного гелия стабилизирует эти квантовые состояния, поскольку столкновения атомов гелия с молекулой можно представить как «наблюдение» текущей хиральности молекулы. Эти «наблюдения» подавляют спонтанную эволюцию одного хирального состояния в другое  (Архивная копия от 30 мая 2016 на Wayback Machine), если повторяются достаточно часто по сравнению с периодом осцилляций (в частности, при температуре 300 К давление гелия должно превышать 1,6×10−8 бар).

## Влияние на здоровье
Персульфид водорода был описан как «имеющий раздражающий запах», который похож на камфору или хлориды серы (S2Cl2), вызывает «слезоточивость и жгучее ощущение в носу». Если он присутствует в высокой концентрации, то может вызваться головокружение, дезориентация и в конечном счёте беспамятство.